# بيغي ريان
بيغي ريان (بالإنجليزية: Peggy Ryan) هي راقصة وممثلة أمريكية، ولدت في 28 أغسطس 1924 في الولايات المتحدة، وتوفيت بنفس المكان في 30 أكتوبر 2004 بسبب سكتة.

## أعمال

### أفلام
- (1940) عناقيد الغضب

## وصلات خارجية
- بيغي ريان على موقع IMDb (الإنجليزية)
- بيغي ريان على موقع ألو سيني (الفرنسية)
- بيغي ريان على موقع ميوزك برينز (الإنجليزية)
- بيغي ريان على موقع أول موفي (الإنجليزية)
- بيغي ريان على موقع قاعدة بيانات برودواي على الإنترنت (الإنجليزية)
- بيغي ريان على موقع قاعدة بيانات برودواي على الإنترنت (الإنجليزية)
- بيغي ريان على موقع قاعدة بيانات برودواي على الإنترنت (الإنجليزية)
- بيغي ريان على موقع قاعدة بيانات الأفلام السويدية (السويدية)
- بيغي ريان على موقع قاعدة بيانات الفيلم (الإنجليزية)
- بيغي ريان على موقع كينوبويسك (الروسية)